# Camille Étienne
Pour les articles homonymes, voir Étienne.
Camille Étienne, née le 29 mai 1998 à Grenoble, est une militante écologiste française.
Membre du duo Avant l'orage, créé avec le réalisateur Solal Moisan, elle soutient et mène des actions de désobéissance civile, de lobbying auprès des décideurs politiques et économiques et de sensibilisation à destination du grand public.

## Biographie

### Famille et formation
Ses parents se sont rencontrés lors d'une mission de secourisme sur une avalanche. Son père est un secouriste retraité des pelotons de gendarmerie de haute montagne (PGHM), devenu guide de montagne. Sa mère est une ancienne championne de snowboard et d'escalade, reconvertie en monitrice de ski et d'escalade après qu'un accident a mis fin à sa carrière,.
Camille Étienne est originaire de Savoie,. Elle grandit dans le village de Peisey-Nancroix. Elle est interne au lycée Saint-Exupéry de Bourg-Saint-Maurice. Excellente élève (19,80 de moyenne au bac ES, option montagne), elle crée l'antenne locale pour la jeunesse d'Amnesty international et donne des cours de français auprès de migrants à Calais après les épreuves du bac. Si personne ne la pousse vers des études prestigieuses, elle se dit très tôt «hypersensible à l’injustice» et souhaite longtemps devenir juge des enfants. Elle obtient un master d'économie à Sciences Po Paris, avant de faire une année de césure pour se consacrer pleinement à son engagement militant.

### Carrière et engagement militant
En 2018, elle devient porte-parole du collectif On est prêt. Elle intervient au Parlement européen, notamment en compagnie de Greta Thunberg, des Belges Adélaïde Charlier et Anuna De Wever ou de l’Allemande Luisa Neubauer.
C'est à Sciences Po Paris que Camille Étienne porte son attention sur la crise écologique. Elle devient présidente de la section étudiante d'Amnesty International. Elle est également élue, en 2018, sur la liste de l'organisation étudiante transpartisane NOVA au Conseil de la vie étudiante et de la formation de Sciences Po.
Au moment du confinement, elle crée le collectif Avant l'orage qui se donne pour but de rapprocher l’art et l’écologie. Le 28 mai 2020, la chaîne YouTube du collectif Avant l'orage sort une vidéo intitulée Réveillons-nous qui paraît après la fin du premier confinement. Le clip vidéo, réalisé dans les montagnes, met en scène la militante avec une danseuse et ingénieure diplômée d’AgroParisTech, Léa Durand. L'activiste y rappelle l'état d'urgence climatique et interpelle les spectateurs, notamment ceux de la génération Y, sur la nécessité d'agir. Sa prise de parole est illustrée par les mouvements exécutés par la danseuse. La vidéo est un succès, et atteint les quinze millions de vues, toutes plateformes confondues. Elle fait le tour du monde, traduite en espagnol, anglais, allemand et portugais.
Le 27 août 2020, alors qu'elle est invitée dans le cadre des universités d'été du Medef, Camille Étienne suggère de « travailler moins, mais peut-être avec plus de sens » afin de « réinventer » le monde de l'entreprise. Elle remet aussi en cause le modèle fondé sur la croissance économique qui, selon elle, pousse à « trop produire », « dépasser les limites planétaires » et ainsi « mettre directement en danger nos vies ».
Le 10 février 2021, Camille Étienne participe à une manifestation à proximité de l'Élysée avec, notamment, Matthieu Orphelin, Cécile Duflot, Marie Toussaint ou Cyril Dion. Elle y dénonce un « manque de courage » du président de la République Emmanuel Macron qui, selon elle, a « détricoté » les propositions de la Convention citoyenne pour le climat lors de leur retranscription dans la loi Climat,,.
Le 16 juin 2021, elle annonce porter plainte, aux côtés du réalisateur militant Cyril Dion et de l'eurodéputé Pierre Larrouturou, contre Jean Castex et quatre autres ministres (Bruno Le Maire, Barbara Pompili, Emmanuelle Wargon et Jean-Baptiste Djebbari) pour leur inaction face au dérèglement climatique. L'État ayant été à de nombreuses reprises condamné (notamment avec l'Affaire du siècle), ils justifient leur plainte en arguant qu'attaquer personnellement les ministres en justice pourrait les amener à agir plus efficacement. Le dossier accompagnant la plainte pointe notamment « l'insuffisance manifeste » de la loi Climat. La plainte s'appuie sur l'article 223-7 du code pénal, qui punit « de deux ans d'emprisonnement et de 30 000 euros d'amende » « [q]uiconque s'abstient volontairement de prendre ou de provoquer les mesures permettant, sans risque pour lui ou pour les tiers, de combattre un sinistre de nature à créer un danger pour la sécurité des personnes ». Déposée à la Cour de justice de la République au motif d’« abstention de combattre un sinistre »,, la plainte est déclarée irrecevable le 19 octobre 2021 par la commission des requêtes de la Cour de justice de la République.
Camille Étienne est également engagée contre des projets à émissions de gaz à effet de serre, notamment l'EACOP — le plus grand oléoduc chauffé du monde, en projet en Afrique de l'Est, porté par TotalEnergies — ou le site minier de Lutzerath en Allemagne, ainsi que l'exploitation minière des fonds marins.
En 2023, elle s'associe à la lutte contre le projet d’autoroute A69 reliant Castres (Tarn) à Toulouse (Haute-Garonne) en soutenant les militants. Elle se trouve dans la zone à défendre lorsque celle-ci est détruite par les forces de l'ordre le 22 octobre.
En mai de cette année, elle publie au Seuil Pour un soulèvement écologique : dépasser notre impuissance collective. L'année suivante, elle le lit elle-même pour la collection de livres audio « Écoutez Lire » des Éditions Gallimard.

### Notoriété
Pour Vanity Fair, elle est l’une des « cinquante Françaises qui ont fait 2020 », aux côtés d'Adèle Haenel ou Virginie Despentes. Très médiatisée, elle est présente, selon L'Express, sur les plateaux de télévision, les librairies, des festivals et même à des séminaires d’entreprise. Le Figaro décrit la militante « radicale » comme la « nouvelle chouchoute de la gauche urbaine ».
Technikart la place parmi les « cent qui peuvent sauver 2021 ».
Le média en ligne Brut la nomme dans son panel des « trente-et-un qui ont fait bouger 2022 »,.

### Menaces de mort
En juillet 2024, elle porte plainte contre le site d'ultradroite Réseau libre après avoir reçu des menaces de mort aux côtés de nombreuses autres personnalités politiques, journalistes et avocats.

### Vie privée
En juin 2023, Camille Étienne s'est retrouvée dans la tourmente médiatique après la révélation qu'elle a eu une idylle avec le danseur et chorégraphe Benjamin Millepied, alors marié à Natalie Portman.

## Filmographie
- 2020 : Réveillons-nous, coréalisé avec Solal Moisan[41]
- 2021 : Génération, coréalisé avec Solal Moisan[42]
- 2022 : Glacier, coréalisé avec Solal Moisan[43]
- 2022 : Désobéir, coréalisé avec Solal Moisan[44]
- 2023 : Pourquoi on se bat, coréalisé avec Solal Moisan[45]
- 2024 : PFAS : comment les industriels nous empoisonnent avec Solal Moisan[46]

## Publications

### Livre imprimé
- Pour un soulèvement écologique : dépasser notre impuissance collective, Seuil, 2023, 176 p. (ISBN 978-2021501872)[47]

### Livre audio
- Pour un soulèvement écologique : dépasser notre impuissance collective, lu par l'autrice, Paris, Gallimard, coll. « Écoutez Lire », 2024, 4 heures 7 minutes.  (ISBN 9782073074416)